# Шейх Гейдар
Шейх Гейдар или Шейх Хайдар (1459, Диярбакыр, Ак-Коюнлу — 9 июля 1488, Табасаран, Государство Ширваншахов) — шестой лидер ордена Сефевийе (1460—1488), отец первого шаха Персии Исмаила I Сефевида.

## Биография
Гейдар родился в июне-июле 1459 года. Его родителями были Шейх Джунейд (1429—1460), пятый глава ордена Сефевийе (1447—1460), и Хадиджа Бегум, сестра Узун-Хасана, 1-го султана Ак-Коюнлу. Его родители поженились накануне вторжения Шейха Джунейда в Трабзон. Менее чем через год отец Гейдара, Шейха Джунейда, был убит в битве при Табасаране.
Кроме Гейдара, единственными выжившими сыновьями Джунейда были Ходжа Мухаммад Сефеви и Ходжа Джамшид Сефеви. Единственная оставшаяся в живых сестра Гейдара, Шах-Паша Хатун, была выдана замуж за Мухаммеда Бега Талиша, ключевую фигуру в основании династии Сефевидов в начале 16-го века. В 1469—1470 годах Гейдар был отправлен в Ардебиль своим дядей Узун Хасаном, султаном Ак-Коюнлу (1453—1478), который победил султана Джаханшаха из династии Кара-Коюнлу в битве при Чапакчуре и установил свою собственную власть над ее бывшими владениями. Возвращение Сефевидов в Ардебиль вызвало приток последователей Гейдара из Северной Сирии и Восточной Анатолии в Ардебиль.
Действуя в качестве «духовного лидера» или «тариката» ордена Сефевийе, Шейх Гейдар вступал в различные союзы с вождями Тылышей, Ширвана и Южного Дагестана. Впоследствии он инициировал три военных кампании против различных районов и деревень на Северном Кавказе. По словам профессора Роджера Сейвори, эти рейды были нацелены на «неверных» из Черкесии и Дагестана. Вероятно, целью походов были аланы-христиане (ныне более известные как осетины), которые кочевали к северу от Дарьяльского перевала, а также черкесы. Чтобы достичь этого района, Шейх Гейдар должен был пересечь районы, управляемые Ширваншахами (в частности, правителями Ширваншахов в Сальяне и Махмудабаде), которые были враждебны, поскольку они были союзниками Султана Ягуба, правителя Азербайджана из династии Ак-Коюнлу (1478—1490). Поэтому Гейдар заказал построить лодки в Хельхале и Астаре, чтобы избежать необходимости идти по суше. Используя лодки, Гейдар и его люди смогли бы обойти владения ширваншахов, достигнув Дербента и прибрежного Дагестана через Каспийское море . В частности, города Агрика и Миан-Кеслак, как представляется, были главной целью в то время. Примерно в 1473—1474 годах Шейх Гейдар и его люди совершили свое первое морское нападение на Дагестан, в ходе которого они разграбили население Кайтага, а также равнину Хамри, но впоследствии был разгромлен ополчением . Второй материковый поход Гейдара в Дагестан произошел пять лет спустя, в 1478 году. Однако третий и последний из его походов в Дагестан, состоявшийся в 1488 году, оказался для него последним.
Ширваншах Фаррух Йасар I допустил первые два похода Шейха Гейдара, но на этот раз, по пути на Северный Кавказ, последний разграбил город Шемаху. В Табасаране, за пределами замка Байкирд, Гейдар и его воины были загнаны в угол. В последовавшем крупном сражении, 9 июля 1488 года, они были убиты объединенными силами правителя ширваншаха Фарруха Йасара (1465—1500) и Султана Ак-Коюнлу Ягуба ибн Узун Хасана . Затем султан Ак-Коюнлу приказал обезглавить Шейха Гейдара. Позднее его отрубленная голова была похоронена в Тебризе. Гейдар умер недалеко от того места, где в 1460 году умер его собственный отец Джунейд. Сын Гейдара, известный в королевстве как Исмаил I, позднее перевез останки своего отца (которые, таким образом, находились как в Тебризе, так и в Табасаране) и похоронил их внутри храма Сефевидов, расположенного в Ардебиле. Гробница Шейха Гейдара в Ардебиле стала местом паломничества.

## Семья
Шейх Гейдар был женат дважды. Его первая жена, на которой он женился в 1471—1472 годах, по имени Халима (иначе известная как Аламшах Бегум, или Марта) была дочерью Узун Хасана, султана Ак-Коюнлу, от его жены Деспины Хатун (Феодора Комнина), дочери императора Трапезунда Иоанна IV Великого Комнина.
В 1473 году Шейх Гейдар женился на дочери Шейха Фарида ад-Дина Джафара ибн Ходжи Али, своего дяди по отцовской линии . Кроме того, Шейх Хайдар имел несколько черкесских и грузинских наложниц. Что касается его потомства, то известно, что десять сыновей и четыре дочери пережили его смерть в 1488 году.
Сыновья от брака с Аламшах Бегум :
- Ибрагим-мирза
- Султан-Али
- Исмаил I

Остальные сыновья:
- Сейид Хасан-мирза (1473—1525)[1]
- Сейид Сулейман-мирза (? — 1513)
- Сейид Дауд-мирза
- Сейид Махмуд-мирза

Старшая дочь Хайдара, Фахр-Джахан Ханум, была выдана замуж за Байрама бека Караманлу (ум. 1514), могущественного племенного лидера. Младшая сестра Фахр-Джахан-Ханум, Малек-Ханум, вышла замуж за Абдаллу-Хана Шамлу, высокопоставленного вождя Кызылбашей, родом из Ардебиля . Две другие дочери Хайдара были выданы замуж соответственно за Хусейна бека Шамлу, который впоследствии стал первым визирем (вице-регентом) империи Сефевидов, и за Шаха-Али бека (умер после 1540 года), правителя Козлука и Сасона в Анатолии.